# Maupiti Island
Maupiti Island – komputerowa gra przygodowa w reżyserii Bruno Gouriera, Jean-Luca Langlois i Christiana Droina, wyprodukowana i wydana w 1990 roku przez francuską wytwórnię Lankhor. Maupiti Island, powstała na podstawie scenariusza Sylvaina Bruchona, jest kontynuacją losów prywatnego detektywa Jerôme’a Lange’a, bohatera gry Le Manoir de Mortevielle.

## Fabuła
Akcja Maupiti Island dzieje się po wydarzeniach z Le Manoir de Mortevielle. Jerôme Lange przybywa do atolu Maupiti, gdzie dowiaduje się, że tajemnicza „dama w czerni” porwała mieszkankę atolu Marię. Zadaniem Lange’a jest odnalezienie Marii. W międzyczasie detektyw zaznajamia się z populacją atolu: żeglarzami Bobem, Antonem, Bruce’em, Royem oraz Chrisem; a także tamtejszymi prostytutkami – Maguy, Sue oraz marksistką Anitą. Jak się okazuje, w miarę rozwoju akcji dochodzi do serii morderstw popełnianych przez Roya. Przyjaciółka Marii, Lucie, zostaje zamordowana. Ten sam los spotyka tubylca Juste’a oraz Chrisa. Ten ostatni zdążył odkryć prawdziwą tożsamość „damy w czerni” – byłej nazistki, która zajmuje się handlem żywym towarem. Gra kończy się w momencie, gdy Lange odnajduje ukryty na atolu skarb, do którego zdobycia dążą również „dama w czerni” oraz jej partner Roy. W zakończeniu okazuje się, że „damą w czerni” jest sama Marie.

## Produkcja
Maupiti Island została wyprodukowana przez francuskie studio Lankhor. Reżyserami (a jednocześnie programistami) gry byli Bruno Gourier, Jean-Luc Langlois oraz Christian Droin. Projekt i scenariusz gry opracował Sylvain Bruchon, natomiast za szczegółowe ilustracje do gry odpowiadał Dominique Sablons. Muzykę do gry, utrzymaną w stylistyce retro, skomponował André Bescond. Gra ukazała się w 1990 roku, a w 2018 roku studio Cup of Game rozpoczęło trwające prace nad remakiem Maupiti Island.

## Odbiór
Podobnie jak Le Manoir de Mortevielle, Maupiti Island odniosła we Francji wielki sukces artystyczny. Publicysta pisma „Joystick” chwalił Maupiti Island za „solidny scenariusz” oraz „znakomitą realizację”. Jean Delaite z „Géneration 4” szczególną uwagę poświęcił syntezatorowi mowy, który pozwalał odczytywać wypowiedzi bohaterów tak jak w przypadku Mortevielle. Maupiti Island została też laureatem nagrody Tilt d’Or 1990 za najlepszą grę przygodową oraz uhonorowana wyróżnieniem 4 d’Or za najlepszą reżyserię.
Maupiti Island była odczytywana jako przykład zjawiska „mody retro” [la modé retro] we francuskich grach komputerowych przełomu 80. i 90. XX wieku. Zjawisko to polegało jednocześnie na nostalgii za dawnymi czasami i historycznym rewizjonizmie. W przypadku Maupiti Island ów rewizjonizm polegał na podkreśleniu dalekosiężnego wpływu II wojny światowej (Marie brała udział w Zagładzie Żydów) oraz kolonializmu (morderstwo tubylca Juste’a) . Francuski krytyk Thomas Ribault uznał zwłaszcza wersję Maupiti Island na Amigę za „arcydzieło”.